# Radio Candela
Radio Candela es una estación radial chilena que inicialmente, transmitió entre el 27 de marzo de 2012 y el 31 de octubre de 2020 en la frecuencia 95.3 MHz del dial FM en Santiago de Chile, y hoy lo hace a través de internet, es la sucesora espiritualmente directa de la extinta radioemisora 95 Tres FM. En sus inicios, su programación se orientó principalmente a la música tropical, y desde 2017, hasta su primer final en 2020, al pop latino y la música urbana.
La estación dejó de emitir en el dial el 30 de octubre de 2020, dando el pase directo a Radio Disney, la nueva estación de radio que conformó a partir de ese día el grupo mediático de comunicación denominado Megamedia.
Sin embargo, el 16 de abril de 2022, regresó como una radio por Internet, centrando su música, al igual que en sus últimos años en el dial, en los mayores éxitos del pop latino contemporáneo. Pese a su regreso definitivo, no se sabe aún si es que en un futuro, Megamedia tenga nuevas pretensiones de volver a utilizar la marca, y si es que esta pueda volver a la radio una vez más.

## Historia

Primer logo de la radio, utilizado desde marzo de 2012 a septiembre de 2015

### Primera etapa
La radio inició sus transmisiones en marcha blanca el 27 de marzo de 2012 a las 13:05 horas y oficialmente comenzó sus emisiones regulares al día siguiente, el 28 de marzo de 2012, a las 8:30 de la mañana, con el programa Azúcar, Sabor y Candela, conducido por el exlocutor de Corazón FM, Willy Sabor y la canción «Que le den candela» de Celia Cruz. En aquellos primeros minutos se contó con la presencia del presidente ejecutivo de Mega, Carlos Heller Solari, además de un despacho en directo del matinal Mucho gusto con la inauguración de la emisora. En sus primeros años enfoco su propuesta hacia la música tropical y latina, aunque con el tiempo se inclinó hacia lo tropical y popular, haciendo una reencarnación programática de la parrilla de la desaparecida Radio Amistad. 

Segundo logo de la radio, utilizado desde septiembre de 2015 al 22 de julio de 2017

El equipo de locutores lo integraron diversas personalidades del mundo radial, como el ya mencionado Willy Sabor, además de diversas personalidades de la escena nacional como los presentadores de televisión José Miguel Viñuela y Karen Doggenweiler.

### Segunda etapa

Tercer logo de la radio, utilizado desde el 22 de julio de 2017 hasta su cierre, el 30 de octubre de 2020.

El 22 de julio de 2017, a las 15:30 horas, radio Candela cambió sorpresivamente de eslogan a «Energía latina» y con este, renovó su programación, logotipo y algunos locutores. También cambia su género a Pop latino, todo dirigido artísticamente por Jorge Méndez de la Fuente, director de radios Carolina y Romántica. 
Dentro de sus líneas se encontraban el exlocutor y voz corporativa de Radio Carolina Óscar Délano "Negro Oscar" (Todos para arriba), Willy Sabor (El que pestañea, pierde), José Miguel Viñuela, la cantante venezolana Simoney Romero (Lo que pasó, pasó), la actriz Antonella Ríos (Pa' que me invitan) y Daniel Valenzuela (Vente pa' acá y Latinos de culto).

## Expansión a regiones
Durante sus primeros 8 años de historia, Radio Candela tuvo 2 procesos de expansión de su cobertura nacional en regiones, estas fueron las siguientes:
- El 26 de abril de 2014 Radio Candela inicia su primer proceso de expansión de su señal FM en diversas ciudades de Chile. El 24 de junio de 2014 comienza con su señal oficial de Santiago en Iquique (100.1 MHz), Calama (90.3 MHz), Antofagasta (93.9 MHz), Ovalle (88.5 MHz), Osorno (95.1 MHz) y desde el 5 de septiembre de 2014 inicia la señal oficial en Punta Arenas (95.9 MHz); todas fueron arrendadas a Estilo FM. Esto duró sólo 3 años y 8 meses, ya que a partir del 2 de enero de 2018, Radio Candela abandona las frecuencias 95.1 MHz de Osorno y 95.9 MHz de Punta Arenas, siendo reemplazada por Radio La Sabrosita y My Radio respectivamente. Durante la segunda quincena de enero del mismo año, la emisora abandona las frecuencias 90.3 MHz de Calama, 93.9 MHz de Antofagasta, 88.5 MHz de Ovalle y 100.1 MHz de Iquique, 4 frecuencias que fueron devueltas a Estilo FM (hoy Vilas radio, Radio Charanga Latina en Calama y Antofagasta y Encanto FM respectivamente), por lo cual quedó transmitiendo nuevamente sólo en Santiago.

- A mediados de abril de 2019 la emisora inicia el segundo proceso de expansión llegando esta vez a San Antonio en la frecuencia 90.9 MHz y al Gran Concepción en la frecuencia 97.3 MHz (ambas ex-FM Tiempo). Mientras que a contar del 1 de julio de 2019, la emisora amplía su cobertura llegando a la Región del Maule a través de las frecuencias 91.5 MHz en Curicó, 105.1 MHz en Talca (ambas ex-Radio Infinita) y 101.1 MHz en Linares (ex-Radio Romántica), por otro lado, la emisora también amplía su cobertura llegando a las frecuencias 94.1 MHz en Arica, 102.1 MHz en Copiapó (ambas ex-Radio Infinita), 102.9 MHz en Castro (ex-Radio Romántica) y por si fuera poco, la emisora regresó a tres ciudades que fueron parte de su primera red satelital: 98.3 MHz en Iquique (ex-Radio Infinita), 92.7 MHz en Calama y 106.5 MHz en Ovalle (ambas ex-Radio Romántica), sin embargo, el 1 de septiembre de 2020, Radio Candela abandona la frecuencia 91.5 MHz de Curicó, siendo reemplazada por Radio Carolina.

## Cierre
El 16 de octubre de 2020, y por medio de un comunicado, Megamedia informó que Radio Candela finalizará sus transmisiones el 30 de octubre, y a partir del lunes 9 de noviembre el 95.3 FM de Santiago será ocupado por Radio Disney tras el acuerdo de licencia firmado por aquel grupo empresarial y The Walt Disney Company Latin America. La razón detrás del primer cierre, según comunicó dicho grupo empresarial, obedece a que es la radioemisora más golpeada por las pérdidas asociadas a la publicidad que fue acaecida por la pandemia del COVID-19.
La radio finalizó su programación en vivo con el programa "El que pestañea, pierde" animado por Willy Sabor. Desde las 00:00 del sábado 31 de octubre de 2020, y durante toda una semana, la radio transmitió solo música y en sus marcas y continuidades se identificaba solamente como "La 95 3", como radio de transición hasta el arribo definitivo de Radio Disney, a partir del 9 de noviembre de 2020.
Esa misma noche, Radio Candela abandona las frecuencias 102.1 MHz de Copiapó, 106.5 MHz de Ovalle, 105.1 MHz de Talca, 101.1 MHz de Linares y 102.9 MHz de Castro, siendo reemplazada en estas 5 ciudades por Radio Carolina y al mismo tiempo, la emisora abandona la frecuencia 92.7 MHz de Calama, siendo reemplazada nuevamente por Radio Romántica.
Mientras que el 9 de noviembre de 2020, la emisora abandona las frecuencias 94.1 MHz de Arica, 98.3 MHz de Iquique, 90.9 MHz de San Antonio y 97.3 MHz del Gran Concepción, siendo reemplazada en estas cuatro ciudades por Radio Disney.

### Regreso como radio por Internet
El 16 de abril de 2022, Radio Candela regresa como una radio por Internet, transmitiendo en su página web oficial, centrando su música, al igual que en sus últimos años en el dial original, en los mayores éxitos del pop latino contemporáneo. Pese a su regreso, aun no se sabe todavía si es que Megamedia tenga pretensiones de volver a utilizar la marca, y si esta pueda volver a la radio, en un futuro, ya que la compañía no ha hecho ninguna mención reciente a la desaparecida radio, sumado al hecho de que, salvo la página web, todas las redes sociales de la antigua emisora radial, han permanecido congeladas desde dicho año.

## Voces institucionales
- Rodrigo Zárate (28 de marzo de 2012-septiembre de 2015)
- Carlos Arias (2014-31 de agosto de 2017)
- Óscar Délano "Negro Óscar" (1 de septiembre de 2017-mayo de 2020)
- Josefina Nast (mayo-octubre de 2020)

## Frecuencias anteriores
- 94.1 MHz (Arica); hoy Radio Disney.
- 98.3 MHz y 100.1 MHz (Iquique); la primera reemplazada por Radio Disney y la segunda reemplazada por Vilas radio, sin relación con Grupo Bethia.
- 90.3 MHz y 92.7 MHz (Calama); la primera reemplazada por Radio Charanga Latina desde el 30 de septiembre de 2022, sin relación con Grupo Bethia y la segunda reemplazada por Romántica FM.
- 93.9 MHz (Antofagasta); desde el 5 de julio de 2021, Radio Charanga Latina, sin relación con Grupo Bethia.
- 102.1 MHz (Copiapó); hoy Radio Carolina.
- 88.5 MHz y 106.5 MHz (Ovalle); la primera reemplazada por Encanto FM, sin relación con Grupo Bethia y la segunda reemplazada por Radio Carolina.
- 90.9 MHz (San Antonio); hoy Radio Disney.
- 95.3 MHz (Santiago); hoy Radio Disney.
- 91.5 MHz (Curicó); hoy Radio Carolina.
- 105.1 MHz (Talca); hoy Radio Carolina.
- 101.1 MHz (Linares); hoy Radio Carolina.
- 97.3 MHz (Gran Concepción); hoy Radio Disney.
- 95.1 MHz (Osorno); hoy Radio La Sabrosita, sin relación con Grupo Bethia.
- 102.9 MHz (Castro); hoy Radio Carolina.
- 95.9 MHz (Punta Arenas); hoy My Radio, sin relación con Grupo Bethia.

## Eslóganes
| Período                                   | Eslogan                     |
| ----------------------------------------- | --------------------------- |
| 2012-2015                                 | Que nunca te falte          |
| Septiembre 2015                           | La frecuencia de Chile      |
| Octubre 2015-23 de julio de 2017          | La que te prende y acompaña |
| 24 de julio de 2017-30 de octubre de 2020 | Energía latina              |